# میساکی آمانو
میساکی آمانو (ژاپنی: 天野 実咲؛ زادهٔ ۲۲ آوریل ۱۹۸۵) بازیکن فوتبال اهل ژاپن است.